# اندیس چنار
چنار یک اندیس فلزی است که در حوالی شهر کرمانشاه استان کرمانشاه قرار دارد و مادهٔ معدنی موجود در آن، منگنز است.سنگ میزبان این اندیس رادیولاریت است و دیرینگی آن به دوران کرتاسه می‌رسد. در این اندیس، پاراژنز‌های سیلیس یافت می‌شوند.